# Albrecht I. (Münsterberg-Oels)
Albrecht I. von Münsterberg (auch: Albrecht von Podiebrad; tschechisch: Albrecht z Minstrberka; Albrecht z Poděbrad; * 3. August 1468 in Kunětická Hora; † 12. Juli 1511 in Proßnitz) war Herzog in den schlesischen Teilfürstentümern Münsterberg und Oels sowie Graf von Glatz.

## Leben
Albrecht war ein Enkel des böhmischen Königs Georg von Podiebrad. Seine Eltern waren Heinrich d. Ä. von Münsterberg und Ursula von Brandenburg, Tochter des Markgrafen Albrecht Achilles.
1487 wurde Albrecht mit Salome (1475/76–1514), einer Tochter des Saganer Herzogs Johann II., vermählt. Im folgenden Jahr wurden auch seine jüngeren Brüder Georg, und Karl mit Töchtern Johanns II. verheiratet.
Nach dem Tod ihres Vaters regierten die drei Brüder Albrecht, Georg und Karl zunächst gemeinsam, wobei jeder auf seinem eigenen Hof lebte: Albrecht in Glatz, Georg in Oels, Karl in Münsterberg und ab 1530 in dem neu errichteten Schloss in Frankenstein. Obwohl die drei Brüder die Grafschaft Glatz bereits 1501 an ihren späteren Schwager Ulrich von Hardegg verkauften, behielten sie den Titel eines Grafen von Glatz für sich und ihre Nachkommen bis zum Erlöschen der Münsterberger Stammlinie der Herren von Podiebrad in männlicher Linie 1647 bei.
Albrechts und Salomes Tochter Ursula (1498–1545) vermählte sich 1517 mit Heinrich Švihovský von Riesenberg (Jindřich Švihovský z Ryzmberka; † 1551).